# Championnat des îles Vierges des États-Unis de football 2019-2020
Navigation
Édition précédente Édition suivante
La saison 2019-2020 du championnat des îles Vierges des États-Unis de football est la seizième édition du championnat de première division des îles Vierges des États-Unis, mais la seconde sous le nom de Premier League.
Depuis la saison 2018-2019, la compétition regroupe les quatre meilleures formations de chaque île (Sainte-Croix et Saint-Thomas) dans un même groupe. À l'issue de la phase régulière, les quatre premiers au classement se retrouvent pour une phase finale afin de désigner le champion. Lors de cette édition, une équipe de Saint-Thomas, Waitikubuli United, est ajoutée. Il est à noter qu'aucune équipe de Saint John, troisième principale île mais aussi la moins populeuse, ne participe à la compétition.
Cette édition 2019-2020 est censée commencer en novembre 2019 et se conclure le 22 mars 2020 mais le lancement de la saison est finalement repoussé au 19 janvier 2020. Cependant, la pandémie de Covid-19 contraint à la suspension de la compétition le 14 mars puis son abandon. Ainsi, aucun titre n'est décerné.

## Les équipes participantes
| \| Sainte-Croix : Helenites SC Prankton United Rovers FC United FC Saint-Thomas : LRVI FC New Vibes SC Raymix SC United We Stand Waitikubuli United Saint-Thomas Sainte-Croix \| Localisation des équipes engagées. |
| Sainte-Croix : Helenites SC Prankton United Rovers FC United FC Saint-Thomas : LRVI FC New Vibes SC Raymix SC United We Stand Waitikubuli United Saint-Thomas Sainte-Croix                                          |

| Équipe             | Île          | Ville            | Classement 2018-2019 |
| ------------------ | ------------ | ---------------- | -------------------- |
| Helenites SC       | Sainte-Croix | Grove Place      | Champion             |
| United We Stand    | Saint-Thomas | Charlotte-Amélie | Finaliste            |
| United FC          | Sainte-Croix | Christiansted    | 3e                   |
| Raymix SC          | Saint-Thomas | Charlotte-Amélie | 4e                   |
| New Vibes SC       | Saint-Thomas | Charlotte-Amélie | 5e                   |
| Rovers FC          | Sainte-Croix | Christiansted    | 6e                   |
| Prankton United    | Sainte-Croix | Frederiksted     | 7e                   |
| LRVI FC            | Saint-Thomas | Charlotte-Amélie | 8e                   |
| Waitikubuli United | Saint-Thomas | Charlotte-Amélie | Nouvelle équipe      |

Légende des couleurs
- Tenant du titre
- Nouvelle équipe

## Compétition

### Phase régulière
Voici le classement au moment de son abandon le 14 mars 2020.
Le barème de points servant à établir le classement se décompose ainsi :
- Victoire : 3 points
- Match nul : 1 point
- Défaite : 0 point

| Rang | Équipe             | Pts | J | G | N | P | Bp | Bc | Diff |
| ---- | ------------------ | --- | - | - | - | - | -- | -- | ---- |
| 1    | Helenites SC T     | 16  | 6 | 5 | 1 | 0 | 32 | 9  | +23  |
| 2    | LRVI FC            | 15  | 6 | 5 | 0 | 1 | 30 | 7  | +23  |
| 3    | Raymix SC          | 10  | 6 | 3 | 1 | 2 | 18 | 12 | +6   |
| 4    | Rovers FC          | 10  | 7 | 3 | 1 | 3 | 14 | 12 | +2   |
| 5    | New Vibes SC       | 7   | 6 | 2 | 1 | 3 | 8  | 7  | +1   |
| 7    | Prankton United    | 6   | 6 | 2 | 0 | 4 | 12 | 18 | -6   |
| 8    | United We Stand    | 4   | 2 | 1 | 1 | 0 | 2  | 1  | +1   |
| 8    | United FC          | 4   | 7 | 1 | 1 | 5 | 9  | 36 | -27  |
| 9    | Waitikubuli United | 3   | 6 | 1 | 0 | 5 | 6  | 29 | -23  |

|  | Qualification pour la phase finale |
|  | T : Tenant du titre                |

## Bilan de la saison
| Championnat des îles Vierges des États-Unis de football 2019-2020 |                   |
| Champion                                                          | Titre non décerné |
| Qualifications continentales                                      |                   |
| Caribbean Club Shield 2021                                        | Non inscrit       |